# Приули, Луиджи
Луиджи Приули (итал. Luigi Priuli; 15 сентября 1650, Венеция, Венецианская республика — 15 марта 1720, Рим, Папская область) — итальянский куриальный кардинал. Камерленго Священной Коллегии кардиналов с 4 марта по 15 марта 1720. Кардинал-священник с 18 мая 1712, с титулом церкви Сан-Марчелло с 11 июля 1712 по 28 мая 1714. Кардинал-священник с титулом церкви Сан-Марко с 28 мая 1714 по 15 марта 1720.

## Биография
Родился в 1650 году в Венеции в знатном венецианском патрицианском роде Приули. Из этого рода в XVI—XVIII веках вышло, помимо Луиджи, ещё пять кардиналов. .
На консистории 18 мая 1712 года папа Климент XI сделал Луиджи Приули кардиналом с титулом кардинала-священника Сан-Марчелло. 11 июля того же года получил кардинальскую шапку. 28 мая 1714 года сменил титул на кардинала-священника Сан-Марко.
4 марта 1720 года получил пост камерленго Коллегии кардиналов, однако уже через 11 дней скончался. Похоронен в церкви Сан-Марко.